# 田口康
田口 康（たぐち やすし、1962年 - ）は、日本の文部科学技官。日本原子力研究開発機構副理事長や、文部科学省大臣官房サイバーセキュリティ・政策立案総括審議官等を経て、文部科学省国際統括官。

## 人物・経歴
埼玉県、現さいたま市出身。1980年埼玉県立浦和高等学校卒業。1985年名古屋大学工学部原子核工学科卒業。1986年東京工業大学（のちの東京科学大学）大学院中退、科学技術庁入庁、原子力安全局原子炉規制課配属。原子力局原子力開発機関監理官付等を経て、1992年国際応用システム分析研究所客員研究員。1993年原子力局政策課専門職。
1994年在ロシア日本国大使館一等書記官（科学アタッシェ）。1997年原子力局調査国際協力課課長補佐。研究開発局企画課課長補佐、原子力局政策課課長補佐等を経て、2000年原子力局立地地域対策室長。2001年大臣官房総務課副長。同年文部科学大臣秘書官事務取扱。研究開発局防災科学技術推進調整官、大臣官房会計課予算企画調整官等を経て、2004年科学技術・学術政策局地域科学技術振興室長。2006年理化学研究所次世代スーパーコンピュータ開発実施本部企画調整ディレクター。
2007年研究振興局研究環境産業連携課長。2009年研究開発局原子力計画課長。2010年研究開発局環境エネルギー課長。2012年研究開発局開発企画課長兼内閣官房内閣参事官。2014年大臣官房政策課長。大臣官房審議官（研究開発局担当）兼内閣府大臣官房審議官を経て、2015年から日本原子力研究開発機構副理事長を務め、児玉敏雄理事長の下、大洗研究開発センターでの被曝事故では特別チームのトップとして原因究明にあたった。2019年文部科学省大臣官房サイバーセキュリティ・政策立案総括審議官兼内閣府地方創生推進事務局審議官兼地方創生推進室次長。2020年文部科学省国際統括官、日本ユネスコ国内委員会委員、同事務総長。フルブライト・ジャパン日本側委員長兼務。2022年定年退職、防災科学技術研究所戦略的イノベーション推進室参事。2023年防災科学技術研究所戦略的イノベーション推進室長兼審議役。